# 第6回全国高等学校バスケットボール選抜優勝大会
第6回全国高等学校バスケットボール選抜優勝大会（だい6かい ぜんこくこうとうがっこうバスケットボールせんばつゆうしょうたいかい）は、1976年3月25日から28日まで代々木体育館別館で開催された全国高等学校バスケットボール選抜優勝大会。

## 出場校
| ブロック | 都道府県 | 男子             | 男子         | 都道府県 | 女子             | 女子         |
| ブロック | 都道府県 | 出場校           | 出場回数     | 都道府県 | 出場校           | 出場回数     |
| -------- | -------- | ---------------- | ------------ | -------- | ---------------- | ------------ |
| 北海道   | 北海道   | 東海大学第四     | 5年ぶり2回目 | 北海道   | 札幌香蘭女子学園 | 4年ぶり2回目 |
| 東北1    | 山形県   | 日本大学山形     | 2年連続2回目 | 秋田県   | 大曲             | 2年連続5回目 |
| 東北2    | 岩手県   | 盛岡工業         | 2年連続2回目 | 秋田県   | 秋田市立         | 2年連続2回目 |
| 関東1    | 茨城県   | 土浦日本大学     | 2年連続4回目 | 千葉県   | 昭和学院         | 2年連続3回目 |
| 関東2    | 神奈川県 | 相模工業大学附属 | 2年連続4回目 | 埼玉県   | 熊谷女子         | 初出場       |
| 関東3    | 千葉県   | 市川             | 初出場       | 茨城県   | 日立第二         | 初出場       |
| 東京都1  | 東京都   | 京北             | 6年連続6回目 | 東京都   | 大妻             | 6年連続6回目 |
| 東京都2  | 東京都   | 明治大学付属中野 | 3年ぶり4回目 | 東京都   | 東京成徳         | 5年連続5回目 |
| 北陸     | 石川県   | 石川県立工業     | 3年連続4回目 | 福井県   | 坂井農業         | 初出場       |
| 信越1    | 長野県   | 松本県ヶ丘       | 初出場       | 長野県   | 松本蟻ヶ崎       | 2年連続2回目 |
| 信越2    | 新潟県   | 市立白山         | 初出場       | 長野県   | 塩尻             | 初出場       |
| 東海1    | 岐阜県   | 岐阜農林         | 2年連続4回目 | 愛知県   | 市邨学園         | 5年ぶり2回目 |
| 東海2    | 静岡県   | 浜松商業         | 3年連続3回目 | 静岡県   | 静岡精華         | 初出場       |
| 東海3    | 愛知県   | 名古屋電気工業   | 初出場       | 静岡県   | 浜松市立         | 5年ぶり2回目 |
| 近畿1    | 大阪府   | 初芝             | 2年連続3回目 | 大阪府   | 薫英             | 5年ぶり2回目 |
| 近畿2    | 京都府   | 洛南             | 2年連続2回目 | 兵庫県   | 夙川学院         | 3年ぶり4回目 |
| 近畿3    | 奈良県   | 奈良工業         | 初出場       | 滋賀県   | 八幡商業         | 初出場       |
| 中国1    | 島根県   | 松江工業         | 初出場       | 広島県   | 広島女学院       | 3年ぶり2回目 |
| 中国2    | 岡山県   | 倉敷工業         | 2年連続2回目 | 山口県   | 宇部女子         | 4年ぶり2回目 |
| 四国     | 徳島県   | 海南             | 4年ぶり3回目 | 徳島県   | 日和佐           | 2年連続2回目 |
| 九州1    | 福岡県   | 福岡大学附属大濠 | 3年連続3回目 | 長崎県   | 鶴鳴女子         | 2年連続5回目 |
| 九州2    | 長崎県   | 長崎北           | 初出場       | 宮崎県   | 小林             | 初出場       |
| 九州3    | 熊本県   | 九州学院         | 2年連続2回目 | 熊本県   | 松橋             | 初出場       |
| 推薦     | 秋田県   | 能代工業         | 6年連続6回目 | 大阪府   | 樟蔭東           | 3年連続3回目 |

## 試合結果

### 男子
1回戦
- 市立白山 90 - 79 九州学院
- 浜松商業 65 - 60 市川
- 洛南 47 - 46 石川県立工業
- 東海大学第四 67 - 60 倉敷工業

- 明治大学付属中野 86 - 81 名古屋電気
- 奈良工業 76 - 72 長崎北
- 松本県ヶ丘 76 - 68 盛岡工業
- 松江工業 98 - 91 相模工業大学附属

2回戦
- 能代工業 122 - 59 市立白山
- 土浦日本大学 70 - 53 奈良工業
- 明治大学付属中野 99 - 77 海南
- 岐阜農林 88 - 62 洛南

- 東海大学第四 58 - 56 日本大学山形（OT）
- 松江工業 84 - 75 福岡大学附属大濠
- 京北 89 - 65 浜松商業
- 初芝 80 - 73 松本県ヶ丘

準々決勝
- 能代工業 116 - 66 岐阜農林
- 土浦日本大学 79 - 56 初芝
- 京北 79 - 68 東海大学第四
- 明治大学付属中野 98 - 63 松江工業

準決勝
- 能代工業 101 - 86 明治大学付属中野
- 土浦日本大学 59 - 40 京北

3位決定戦
- 明治大学付属中野 80 - 78 京北

決勝
- 能代工業 65 - 47 土浦日本大学

### 女子
1回戦
- 熊谷女子 62 - 59 松橋
- 宇部女子 63 - 49 札幌香蘭女子学園
- 八幡商業 77 - 56 静岡精華
- 東京成徳 79 - 68 日和佐

- 夙川学院 74 - 62 広島女学院
- 小林 57 - 40 坂井農業
- 浜松市立 78 - 29 塩尻
- 秋田市立 68 - 48 日立第二

2回戦
- 樟蔭東 71 - 50 熊谷女子
- 市邨学園 58 - 50 東京成徳
- 大妻 96 - 51 八幡商業
- 鶴鳴女子 86 - 48 宇部女子

- 秋田市立 54 - 44 薫英
- 松本蟻ヶ崎 76 - 50 小林
- 昭和学院 64 - 35 浜松市立
- 大曲 74 - 62 夙川学院

準々決勝
- 大妻 84 - 49 鶴鳴女子
- 秋田市立 48 - 33 松本蟻ヶ崎
- 市邨学園 52 - 50 樟蔭東
- 昭和学院 82 - 76 大曲

準決勝
- 大妻 80 - 36 秋田市立
- 市邨学園 51 - 50 昭和学院

3位決定戦
- 昭和学院 69 - 57 秋田市立

決勝
- 大妻 79 - 53 市邨学園

## 大会ベスト5
男子
- 長崎高夫 (能代工業№・2年)
- 内海知秀 (能代工業№7・2年)
- 橅木敦 (土浦日本大学№・年)
- 平田聡 (明治大学付属中野№・年)
- 加藤良和 (明治大学付属中野・年)

女子
- 中村朱美 (大妻№・年)
- 鈴木真理 (大妻№・年)
- 枡田まさみ (市邨学園№・年)
- 山中京子 (市邨学園№・年)
- 小池唱子 (昭和学院№・年)